# Dimmi che ami il mondo
Dimmi che ami il mondo è il terzo album del cantautore italiano Anonimo Italiano, pubblicato nel 2002 per l'etichetta discografica BMG.

## Tracce
CD (BPM 151000)
1. Mai
2. Ieri
3. Amore a rovescio
4. Anna
5. Finì così
6. Lascerai di te
7. Dimmi che ami il mondo
8. Ragazzo corri
9. Ballando questo tempo
10. Se la vita fa male